# Fietje Kwaak
Fietje Kwaak eigentlich Sophie Louisa Kwaak (geboren 9. Juli 1901 in Oosterland; gestorben 5. Oktober 1990 in Rotterdam) war eine niederländische Sekretärin, die im Zweiten Weltkrieg das Vermögen der jüdischen Familie Weil vor dem Zugriff der Nazis rettete.

## Leben
Sophie Louisa Kwaak wurde am 9. Juli 1901 in Oosterland in der Inselgemeinde Schouwen-Duiveland geboren. Sie war das einzige Kind aus der zweiten Ehe der Landarbeiter Cornelis Kwaak (1858–1909) und Cornelia Willemijna van der Werf (1863–1941) und wurde von allen Fietje genannt. Ihre Eltern blieben zwar verheiratet, trennten sich jedoch als sie drei Jahre alt war und sie wechselte zwischen den Häusern ihrer Eltern. Kwaak zeichnete sich schon früh durch ihre Intelligenz aus, sie lernte von ihrem Vater das Alphabet und konnte bereits in der Grundschule lesen. Ihr Vater starb an Tuberkulose, als Fietje Kwaak acht Jahre alt war und ihre Mutter zog mit ihr und ihrer 21-jährigen Halbschwester, die ebenfalls an Tuberkulose litt, nach Den Haag. In Den Haag lebten bereits die ältesten Töchter aus der ersten Ehe ihrer Mutter. Diese begannen ihre Mutter zu tyrannisierten und so entwickelte sich zwischen Fietje Kwaak und ihrer Mutter ein enges Vertrauensverhältnis.
Als sie 15 Jahre alt war, bestand sie 1916 die Aufnahmeprüfung an der Rijkskweekschool voor Onderwijzeressen, das nationale Lehrerseminar für Grundschullehrer in Apeldoorn. Um dort studieren zu können, erhielt sie ein staatliches Stipendium. Sie freundete sich mit ihrer Klassenkameradin Annie Frieling an, jedoch zerbrach diese Freundschaft im vierten Schuljahr und Kwaak beendete ihre Ausbildung ohne Abschluss. Sie fand 1920 in Rotterdam als Stenotypistin bei einer Handelsfirma Arbeit und holte ihre Mutter zu sich nach Rotterdam. Gemeinsam lebten sie bis zum Tod ihrer Mutter 1941 in einem Haushalt. Ab 1926 hatte sie mit einem verheirateten Kollegen, dem Prokuristen Simon van der Ploeg (1888–1964), eine Beziehung, die kinderlos blieb.

### Geschäftsführerin von Robema
Fietje Kwaak wurde 1933 Chefsekretärin der Rotterdamsche Belegging- en Beheermaatschappij N.V. Robema. Das Unternehmen befand sich unter der Leitung des deutsch-jüdischen Unternehmers Arthur Erich Nadel, der das Kapital der jüdischen Familie Weil verwaltete. Die Familie Weil hatte ihr Kapital 1932 in die Niederlande verlagert, um es vor dem Zugriff der Nationalsozialisten zu schützen. Sie verlagerten auch das von ihnen finanzierte Institut für Sozialforschung. Nadel sorgte dafür, dass es keine nachweisbaren Beziehungen zwischen dem von ihm verwalteten Kapital und der Familie Weil nach 1935 mehr gab. Er anonymisierte die Verwaltung und so war eine Identifizierung der Konten nicht möglich. Kwaak erhielt 1938 allgemeine Prokura und Nadel übersiedelte im Februar 1939 selbst in die Vereinigten Staaten. So wurde 1939 Fietje Kwaak zur kommissarischen Direktorin für den Fall der „Abwesenheit oder Unfähigkeit des Direktors“ ernannt. Da Nadel nun in den Vereinigten Staaten lebte, führte Kwaak das Unternehmen alleine weiter. Sie überwies bis Anfang 1940 so viel Geld wie möglich in die Vereinigten Staaten, sodass zu Beginn des Zweiten Weltkrieges nur noch 1,7 Millionen Gulden des Kapitals in den Niederlanden zurückgeblieben waren. Als Rotterdam am 14. Mai 1940 von den Deutschen bombardiert wurde, ging auch das Büro von Robema in Flammen auf. Kwaak nutzte diesen Umstand, um weiteres, belastendes Material verschwinden zu lassen. Das Büro verlegte sie in ihr eigenes Haus und alles, was auf die jüdischen Besitzer hinwies, zerstörte sie, oder sie verpackte es in kleine Bündel, die sie an unterschiedlichen Stellen in ihrem Haus versteckte.
Als sie aufgefordert wurde, Erklärungen zum Unternehmen abzugeben, welches vermutlich „unter jüdischem Einfluss“ stand, reagierte sie sehr sorgsam. Sie gab vor, darüber nichts zu wissen und sich dazu zunächst erkundigen zu müssen. Sie spielte ihr äußeres Erscheinungsbild, als blonde, nur 1,57 Meter große Frau mit arischem Hintergrund gekonnt aus und gab sich naiv. Kwaak legte Bilanzen vor, in denen die jüdischen Eigentümer nicht vorkamen und nutzte die Zeit, die sie gewinnen konnte, um im Unternehmen Robema die Spuren möglichst gut zu verwischen. Als durch die Besatzer der Niederlande im März 1944 ein Verwalter ernannt wurde, beharrte Kwaak darauf, dass Robema nicht unter die Verordnung über feindliches Eigentum falle und sie zudem nichts über einen möglichen „nichtarischen“ Charakter der Firma und des von ihr verwalteten Kapitals wisse. Zudem wären von den Aufzeichnungen nach dem Bombenangriff auf Rotterdam nur einige verkohlte Karten übrig geblieben, die keine eindeutigen Antworten liefern würden. Sie musste im April 1944 einige Aktien übertragen, diese blieben jedoch in den Niederlanden. Am 28. Dezember 1945 schrieb Kwaak an Nadal: „Die Deutschen hatten wahrscheinlich keine Chance mehr oder wagten es nicht, sie zu stehlen“.

### Nach dem Krieg
Kwaak wurde nach der Befreiung der Niederlande leitende Geschäftsführerin der Wirtschaftsprüfungsgesellschaft Price Waterhouse in Den Haag. Dort war sie bis 1969 tätig. Im Sommer 1950 machte sie ihre Beziehung zu Van der Ploeg öffentlich und lebte ab 1962 mit ihm zusammen, bis er 1964 während eines Urlaubs in Luzern an einem Herzinfarkt starb.
1948 begann die Liquidation von Robema. Für diese waren Nadel und Kwaak bis 1964 verantwortlich. Kwaak versuchte in jener Zeit die Kosten für Robema so niedrig wie möglich zu halten. Sie nahm die für sie bestimmten Reservierungen nicht war, verlangte keinen Ersatz für das von ihr verauslagte Porto, arbeitete unentgeltlich und kassierte auch keine Miete für die Büronutzung. Als sie jedoch feststellte, dass ohne ihr Wissen durch Friedrich Pollock 1958 Tausende von Mark aus den Robema-Geldern für das Institut für Sozialforschung in Deutschland freigegeben worden war, forderte sie mit Nadels Unterstützung eine Entschädigung für ihren Einsatz. Ihr wurden für ihre Tätigkeit während des Krieges eine Summe von rund 2500 Gulden zugesprochen.
Fietje Kwaak reiste nach ihrer Pensionierung viel, pflegte die Kontakte zu ihren ehemaligen Kommilitonen und schloss neue Freundschaften, bis sie am 5. Oktober 1990 in Rotterdam starb.
Ihre Biografie wurde in das Buch 101 Vrouwen en de oorlog der Historikerin und Schriftstellerin Els Kloek mit 101 Biografien von Frauen, die im Zweiten Weltkrieg im Kontext der niederländischen Geschichte eine Rolle spielten, aufgenommen.